# Trechispora
Трехіспора (Trechispora) — рід грибів родини Hydnodontaceae. Назва вперше опублікована 1890 року.

## Будова
Рід трехіспора (Trechispora) відрізняється шипуватими спорами і великим варіюванням будови гіменофора. Поруч з видами, що мають гладкий гіменофор, зустрічаються і інші, з шипуватим гіменофором (наприклад, Trechispora farinacea).

## Галерея

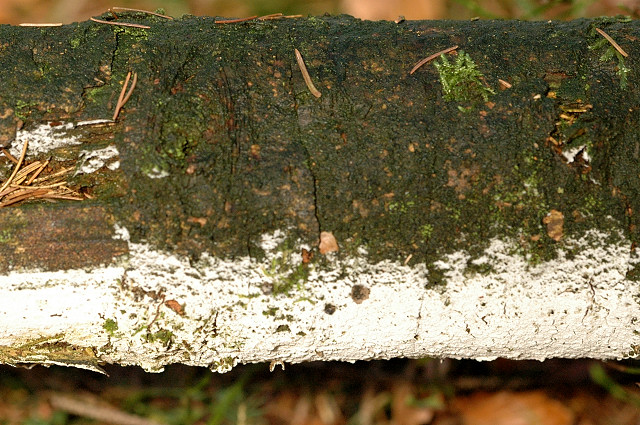
Trechispora farinacea
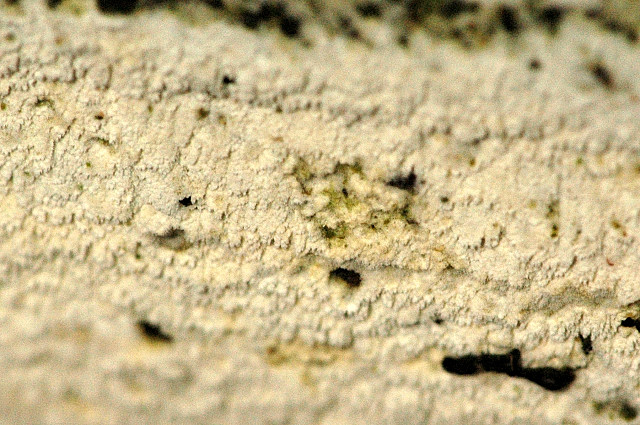
Trechispora farinacea